# 가을 여자 (드라마)
《가을 여자》는 대한민국의 SBS 아침드라마로, 1992년 10월 12일부터 이듬해 4월 3일까지 방영되었던 드라마였다.
40세에 이혼한 여성이 다방을 경영하며 자립하는 이야기로, 히라이와 유미에(平岩 弓枝)의 소설을 원작으로 하였다.

## 내용
어느 날 갑자기 혼자가 된 중년 여인이 사랑과 행복을 되찾아간다는 내용에 대한 가치관을 그린 드라마

## 제작진
- 원작 : 히라이와 유미에(平岩 弓枝)
- 극본 : 박찬홍
- 연출 : 이근용

## 출연
- 김영애(정연희)
- 현석(신기철)
- 남성훈(상민)
- 홍진희(지애경)
- 전운(신 회장)
- 송재호
- 오미연(신영애)
- 나오미(홍정민)
- 오아랑
- 민경조
- 이승형
- 최준용
- 옥승일
- 이진아
- 김용현
- 김유철
- 김희정
- 김은경